# Закон и порядок: Специальный корпус (сезон 3)
Премьера третьего сезона полицейского процедурала «Закон и порядок: Специальный корпус» состоялась 28 сентября 2001 года на американском телеканале NBC; заключительная серия сезона вышла в эфир 17 мая 2002 года. В общей сложности, третий сезон состоял из двадцати трёх эпизодов.

## Актеры и персонажи

### Основной состав
- Кристофер Мелони — детектив Эллиот Стейблер
- Маришка Харгитей — детектив Оливия Бенсон
- Ричард Белзер — детектив Джон Манч
- Стефани Марч — помощник окружного прокурора Александра Кэбот
- Айс Ти — детектив Фин Тутуола
- Дэнн Флорек — капитан Дон Крейген

## Эпизоды
| № общий | № в сезоне | Название                            | Режиссёр             | Автор сценария                                                                                      | Дата премьеры    | Зрители в США (млн) |
| --- | ---------- | ----------------------------------- | -------------------- | --------------------------------------------------------------------------------------------------- | ---------------- | ------------------- |
| 44 | 1          | «Repression» «Подавление»           | Генри Джей Бронштейн | Мэрилин Осборн                                                                                      | 28 сентября 2001 | 15,8                |
| В спецкопус обращается девушка, которая утверждает, что четыре года назад была изнасилована собственным отцом. У неё две младшие сестры, и она опасается, что их ждет такая же участь. - Приглашенные звезды: Ширли Найт, Кервин Брайан и Эми Ирвинг |            |                                     |                      | |                  |                     |
| 45 | 2          | «Wrath» «Гнев»                      | Жан де Сегонзак      | Джудит Маккрири                                                                                     | 5 октября 2001   | 15,0                |
| Серийный убийца выбирает в жертвы тех, кто проходил по делам детектива Бенсон. Стрессовая ситуация, в которой оказывается Оливия, заставляет коллег сомневаться в её компетенции. |            |                                     |                      | |                  |                     |
| 46 | 3          | «Stolen» «Украденный»               | Джеймс Куинн         | Джонатан Грин и Роберт Ф. Кэмпбелл                                                                  | 12 октября 2001  | 17,2                |
| Расследуя дело о похищении младенца в продуктовом магазине, Бенсон и Стейблер раскрывают хорошо организованную схему кражи детей для их последующей продажи. - Приглашенная звезда: Кэтлин Ханна |            |                                     |                      | |                  |                     |
| 47 | 4          | «Rooftop» «Крыша»                   | Стив Шилл            | Сценарий: Роберт Ф. Кэмпбелл и Джонатан Грин Сюжет: Нил Бэр, Роберт Ф. Кэмпбелл и Джонатан Грин     | 19 октября 2001  | 15,4                |
| Бенсон и Стейблер расследуют дело о ВИЧ-инфицированном мужчине, который имеет привычку проводит свидания на крыше c несовершеннолетними девушками. |            |                                     |                      | |                  |                     |
| 48 | 5          | «Tangled» «Запутанное»              | Жан де Сегонзак      | Лиза Мари Петерсен и Дон Денун                                                                      | 26 октября 2001  | 16,5                |
| Бенсон и Стейблер расследуют убийство врача-уролога и изнасилование его жены. В подозреваемые сначала попадают сын доктора от первого брака и бывший пациент, но потом следствие поворачивается в сторону молодой любовницы доктора и её соседа. - Приглашенные звезды: Лиза Айкхорн и Лайза Вайль                                                                           |            |                                     |                      | |                  |                     |
| 49 | 6          | «Redemption» «Искупление»           | Тед Котчефф          | Джефф Экерл                                                                                         | 2 ноября 2001    | 14,6                |
| Стейблер и его бывший напарник воссоединяются для расследования серийных убийств молодых женщин. Выясняется, что почти 20 лет назад за подобные преступления осудили невиновного. - Приглашенные звезды: Дэвид Кит и Кевин Чемберлин |            |                                     |                      | |                  |                     |
| 50 | 7          | «Sacrifice» «Жертвоприношение»      | Лесли Линка Глаттер  | Сценарий: Хавьер Грильо-Марксуа и Саманта Ховард Корбин Сюжет: Хавьер Грильо-Марксуа                | 9 ноября 2001    | 16,2                |
| Бенсон и Стейблер расследуют изнасилование и попытку убийства молодого мужчины в переулке за гей-баром. Однако, мужчина утверждает, что никакого изнасилования не было, и он вовсе не гей. - Приглашенная звезда: Элизабет Бэнкс |            |                                     |                      | |                  |                     |
| 51 | 8          | «Inheritance» «Наследственность»    | Хуан Хосе Кампанелла | Сценарий: Кэти Эбел, Майкл Фазекас и Тара Баттерс Сюжет: Кэти Эбел                                  | 16 ноября 2001   | 14,5                |
| Бенсон и Стейблер расследуют изнасилования и убийства азиаток. Защита пытается убедить суд, что виноваты гены: обвиняемый — сын серийного насильника. - Приглашенная звезда: Маркус Чонг |            |                                     |                      | |                  |                     |
| 52 | 9          | «Care» «Попечение»                  | Глория Музио         | Дон Денун и Лиза Мари Петерсен                                                                      | 23 ноября 2001   | 14,9                |
| Бенсон и Стейблер расследуют убийство маленькой чернокожей девочки. Следствие приводит детективов в её приемную семью. - Приглашенные звезды: Кэтлин Уилхойт и Пайпер Лори |            |                                     |                      | |                  |                     |
| 53 | 10         | «Ridicule» «Насмешка»               | Константин Макрис    | Джудит Маккрири                                                                                     | 14 декабря 2001  | 15,3                |
| Молодая женщина найдена мертвой вследствие аутоэротической асфиксии. Незадолго до этого она с подругами изнасиловали стриптизёра во время вечеринки. - Приглашенные звезды: Дайан Нил и Пейдж Турко |            |                                     |                      | |                  |                     |
| 54 | 11         | «Monogamy» «Моногамия»              | Константин Макрис    | Майкл Фазекас и Тара Баттерс                                                                        | 4 января 2002    | 17,7                |
| Бенсон и Стейблер расследуют убийство семимесячного плода, которого кто-то жестоко вырезал из тела матери на парковке. - Приглашенные звезды: Джон Риттер и Бобби Каннавале |            |                                     |                      | |                  |                     |
| 55 | 12         | «Protection» «Защита»               | Алекс Закржевски     | Джонатан Грин и Роберт Ф. Кэмпбелл                                                                  | 11 января 2002   | 17,0                |
| Женщина приносит своего 5-летнего сына в больницу с огнестрельным ранением. Упоминание о полиции пугает её настолько, что она уходит, назвавшись другим именем. Когда мальчика убивают становится понятно, что жизнь женщины и её второго ребёнка в опасности. - Приглашенная звезда: Эльпидия Каррильо                                                                      |            |                                     |                      | |                  |                     |
| 56 | 13         | «Prodigy» «Необыкновенно одаренный» | Стив Шилл            | Лиза Мари Петерсен и Дон Денун                                                                      | 18 января 2002   | 16,0                |
| В парке охрана находит два трупа в позе совокупления: немолодой мужчина и женщина без рук и головы. Женщина оказывается сотрудником отдела по борьбе с преступлениями против животных. - Приглашенная звезда: Майкл Питт |            |                                     |                      | |                  |                     |
| 57 | 14         | «Counterfeit» «Фальсификат»         | Артур У. Форни       | Аманда Грин                                                                                         | 25 января 2002   | 16,8                |
| Женщину нашли убитой рядом с её машиной, багажник которой битком набит дорогостоящим лекарством от рака. В ходе расследования обнаруживаются аналогичные преступления. |            |                                     |                      | |                  |                     |
| 58 | 15         | «Execution» «Казнь»                 | Алекс Закржевски     | Джудит Маккрири                                                                                     | 1 февраля 2002   | 17,1                |
| Родители убитой одиннадцать лет назад девушки уверяют детектива Стейблера, что знают кто убил их дочь. Через три дня состоится казнь этого выродка, но в его списке жертв имени этой девушки нет. - В этой серии также упоминается дело об убийстве Адама Уолша |            |                                     |                      | |                  |                     |
| 59 | 16         | «Popular» «Популярность»            | Жан де Сегонзак      | Сценарий: Стивен Белбер Сюжет: Кэти Эбел и Стивен Белбер                                            | 1 марта 2002     | 15,8                |
| Стейблер слышит от жены о девочке, которая была, по её словам, изнасилована учителем, но отказывается сообщать об этом в полицию. Детектив начинает собственное расследование. - Приглашенная звезда: Изабель Гиллис |            |                                     |                      | |                  |                     |
| 60 | 17         | «Surveillance» «Наблюдение»         | Стив Шилл            | Джефф Экерл                                                                                         | 8 марта 2002     | 16,4                |
| Бенсон и Стейблер расследуют нападение на виолончелистку Кэсси Жермен. В её квартире находят несколько скрытых видеокамер, и принадлежат они дирижеру оркестра, в котором работает Кэсси. - Приглашенные звезды: Эмили Дешанель и Майкл Нэйдер |            |                                     |                      | |                  |                     |
| 61 | 18         | «Guilt» «Чувство вины»              | Дэвид Платт          | Майкл Фазекас и Тара Баттерс                                                                        | 29 марта 2002    | 14,4                |
| При преследовании серийного педофила, на пути детективов стоят различные трудности. Детективы выходят за рамки закона, чтобы этот опасный человек оказался за решеткой. - Приглашенные звезды: Брэт Харрисон и Кэй Ленц |            |                                     |                      | |                  |                     |
| 62 | 19         | «Justice» «Справедливость»          | Хуан Хосе Кампанелла | Дон Денун и Лиза Мари Петерсен                                                                      | 5 апреля 2002    | 16,6                |
| Шестнадцатилетняя девушка умирает в больнице, куда её доставляют с многочисленными побоями. Жертвой оказывается падчерицей местного судьи. Дальнейшее расследование показывает, что она стала матерью четыре года назад и вела переписку с теми, кого посадил в тюрьму отчим. - Приглашенная звезда: Кир Дулли                                                               |            |                                     |                      | |                  |                     |
| 63 | 20         | «Greed» «Жадность»                  | Константин Макрис    | Роберт Ф. Кэмпбелл и Джонатан Грин                                                                  | 26 апреля 2002   | 14,5                |
| Женщина найдена мужем в квартире избитой и изнасилованной. Первым подозреваемым становиться друг горничной, который именно в этот день «по ошибке» взял её ключи, в числе которых были и ключи от квартиры потерпевшей. В результате расследования всплывает точно такой же случай, произошедший двумя неделями раньше. - Приглашенные звезды: Мэри Бет Хёрт и Генри Уинклер |            |                                     |                      | |                  |                     |
| 64 | 21         | «Denial» «Отречение»                | Стив Шилл            | Джудит Маккрири                                                                                     | 3 мая 2002       | 16,7                |
| Женщину изнасиловали на вечеринке. В её сумочке найден палец полуторалетнего ребёнка, который умер 10-12 лет назад. Детективам предстоит выяснить, кто убил малышку — мать или сестра. - Приглашенные звезды: Марта Плимптон, Мэри Стинберджен и Эстель Парсонс |            |                                     |                      | |                  |                     |
| 65 | 22         | «Competence» «Компетентность»       | Джуд Тейлор          | Сценарий: Джонатан Грин и Роберт Ф. Кэмпбелл Сюжет: Джефф Экерл, Джонатан Грин и Роберт Ф. Кэмпбелл | 10 мая 2002      | 17,3                |
| Об изнасиловании 22-летней девушки с синдромом Дауна сообщает её мать. Детективы сталкиваются с проблемой: как получить информацию от жертвы, знания которой о сексе крайне поверхностны. - Приглашенные звезды: Лоис Смит и Джеймс Бэдж Дейл |            |                                     |                      | |                  |                     |
| 66 | 23         | «Silence» «Молчание»                | Стив Шилл            | Патрик Харбинсон                                                                                    | 17 мая 2002      | 14,3                |
| Детективы Бенсон и Стейблер расследуют убийство в церкви. Есть версия о причастности священника к сексуальному насилию. - Приглашенная звезда: Эрик Штольц |            |                                     |                      | |                  |                     |